# Порт Артур (Кина)
Порт Артур (енгл. Port Arthur) је некадашња руска, јапанска и совјетска поморска база на јужном рту полуострва Љаодонг. Изграђен као кинеска војна лука и тврђава (1892), Порт Артур је 1898. уступљен Русији; Јапанци су га након шестомесечне опсаде освојили у руско-јапанском рату (1905) и држали до 1945, када је припао Совјетском Савезу. СССР је предао базу НР Кини 1955. У Кини је Порт Артур познат као Лука Лушун (кин: 旅順口區, енгл. Lüshunkou District), и део је града Далиан у провинцији Љаонинг.

## Историја
До осамдесетих година XIX века Порт Артур (данас кинески Ли Шан) је био мало насеље са пристаништем за бродове. Тада кинеске власти изграђују поморски басен и организују прве фортификацијске радове у којима учествује око 4.000 радника. До 1892. године тврђава и лука биле су углавном завршене. Цео систем утврђења био је подељен на поморски и копнени фронт одбране. Улаз у луку делио је поморски фронт на источни и западни одсек. На том фронту било је осам обаласких форова (утврђења) сталног типа наоружаних са 62 обалска оруђа система „Круп“ (нем. Krupp). Форови су били изграђени од земље и камена; горњи слојеви грудобана и нагиба били су делимично ојачани танким слојем бетона. Копнени фронт се преотезао од источне обале залива Та-Хо преко висова североисточно и северно од Порт Артура на Јанг-Шу-Коу, а западни од Порт Артура се спајао са обалним фронтом. На сваком већем вису се налазила по једна артиљеријска батерија, а у долини залива Лунг Ван (Голубији залив) од иловаче је било направљено неколико утврђења облика квадрата. Копнени део је иамо око 50 оруђа, а утврђења су била пољског типа без казамата и оклопа. Одбрамбена линија позната као „Мали Кинески зид“, повезивала је утврђења. На почетку јапанско-кинеског рата 1894—1895. г. Порт Артур је био главна кинеска поморска база. Јапанци су успели да га заузму 1894. године, али су га већ наредне године вратили Кинезима.

## Руска управа (1898-1905)
Још током шездесетих година XIX века Русија је приморала Кину да јој уступи пространу област у сливу реке Амур (Хај-Лунг Чјанг) да би 1896. године био је закључен уговор о узајамној помоћи којим Русија добија концесију за изградњу Кинеске источне железнице – веза Сибира преко Манџурије са Владивостоком. Децембра 1897. године руски ратни бродови су упловили у луку Порт Артур, а у марту 1898. године су биле искрцане и трупе. Кина је под таквим условима, исте године, уступула Русији у закуп на 25 година јужни део полуострва Љаодонг и луку Порт Артур, која тако постаје главна база руске ратне морнарице на Далеком истоку. Први руски гувернер и командујући генерал био је 1898. године Србин, руски генерал Дејан Суботић. То је син књижевника и новинара Јована Суботића. Одмах по преузимању Порт Артура Русија уместо старих кинеских утврђења и почиње да изграђује нова. Тиме Русија постаје веома озбиљан конкурент Јапану на азијском копну, због чега Јапан плански и убрзано почиње са припремама за рат против Русије. У руско-јапанском рату (1904-1905), Порт Артур је после поморске битке у луци и 6 месеци опсаде пао у руке Јапанског царства.

## Јапанска управа 1905—1945
Мировним уговором, потисаним посредовањем америчког председника Теодора Рузвелта у граду Портсмуту (енг. Portsmouth), САД, 5. септембра 1905. године, Порт Артур и јужна половина острва Сахалин су припали Јапану, а Русија је морала да се повуче из Манџурије и да призна Кореју као јапанску интересну сферу. Порт Артур је остао под јапанском окупацијом наредних 40 година. Током тог периода служио је као веома јака јапанска база и оперицијски ослонац за даље напредовање у Азију, а нарочито након освајања Манџурије, 1931.

## Совјетска база 1945-1955
По споразуму потписаном 14. августа 1945. године између совјетске и кинеске владе Порт Артур је – након што су га 23. августа заузеле трупе Црвене армије – постао заједничка поморска и ваздухопловна база Совјетског Савеза и Народне Републике Кине. Уговором од 14. фебруара 1950. године требало је да га СССР уступи НР Кини до краја 1952. године, али је на захтев кинеске владе боравак совјетских трупа био продужен.
12. октобра 1954. године био је закључен споразум између кинеске и совјетске владе по коме ће се СССР повући своје трупе из Порт Артура, а све објекте и постројења у бази предати НР Кини. Ово је и било учињено до маја 1955. године. Данас је Порт Артур, односно кинески Ли Шун, град, лука и поморска база НР Кине у истоименом заливу – Ли Шун Чианг, на југозападном делу полуострва Љаодонг.